# Pseudozyma hubeiensis
Pseudozyma hubeiensis är en svampart som beskrevs av F.Y. Bai & Q.M. Wang 2006. Pseudozyma hubeiensis ingår i släktet Pseudozyma och familjen Ustilaginaceae.   Inga underarter finns listade i Catalogue of Life.